# عزيز بيهيتش
عزيز إيراطلاي بيهيتش (بالإنجليزية: Aziz Eraltay Behich)‏ وهو لاعب كرة قدم أسترالي يلعب في مركز الظهير الأيسر ولد في يوم 16 ديسمبر 1990 في مدينة ملبورن في أستراليا وسبق له اللعب مع نادي ملبورن سيتي وهيوم سيتي وغرين غولي و نادي النصر السعودي ولعب مع منتخب أستراليا لكرة القدم وحقق معه كأس أمم آسيا 2015 في أستراليا ويبلغ طوله 170 سم.

## روابط خارجية
- عزيز بيهيتش على موقع الاتحاد الدولي (مؤرشف)  (الإنجليزية)
- عزيز بيهيتش على موقع الاتحاد الأوربي (الإنجليزية)
- عزيز بيهيتش على موقع الاتحاد الأوربي (الإنجليزية)
- عزيز بيهيتش على موقع اتحاد تركيا (لاعب) (الإنجليزية)
- عزيز بيهيتش على موقع قاعدة بيانات كرة القدم.إي يو (الإنجليزية)
- عزيز بيهيتش على موقع ليكيب (الفرنسية)
- عزيز بيهيتش على موقع ناشيونال فوتبول تيمز (الإنجليزية)
- عزيز بيهيتش على موقع Soccerway.com (الإنجليزية)
- عزيز بيهيتش على موقع عالم كرة القدم.نت (الإنجليزية)